# ستريدزفاغن م/37
ستريدزفاغن م/37 (بالسويدية: Stridsvagn m/37) هي دبابة صغيرة «تانكت» سويدية الصنع تزن 4.5 طن أنتجت بين عامي 1938-1939 ، وهي نسخة سويدية عن التانكت التشيكوسلوفاكية AH-IV قامت بصنعها شركة Jungner السويدية بعد حصولها على رخصة من شركة ČKD التشيكوسلوفاكية.

## التاريخ
قامت الدبابات التشيكوسلوفاكية AH-IV بتنفيذ استعراض ناجح أمام السلطات السويدية خلال الظروف الشتوية في جبال كركونوشه فقامت السويد بطلب 48 دبابة منها في عام 1937. ومن هذه الكمية بنيت اثنتان في تشيكوسلوفاكيا أما الباقي وعددها 46 دبابة فقد صنعت باسم ستريدزفاغن م/37 بموجب ترخيص منح لشركة Jungner في مدينة اوسكارشامن جنوب السويد، وزودت شركة فولفو التانكات بمحرك وناقل حركة وجنازير أكثر قوة، اما الدروع فتم تصنيعها بواسطة شركة Avesta. في حين زودت شركة ČKD التشيكوسلوفاكية معظم القطع الأخرى وبعد بناء النموذج الأولي. تم تعديل التصميم بشكل كبير، بما في ذلك قمع المدافع الرشاشة الأصلية للسائق، وكان هذا البديل أثقل وأكبر من نسخة AH-IV. على البرج، اما التسلحي فقد تم وضع رشاشين من صنع السويدي ، من طراز براوننغ إم1919 وقائد القبة. داخل السيارة كان مكانا للراديو والذخيرة. في نوفمبر 1938، تم شحن المكونات النهائية.  

## الإنتاج
سلمت 48 مركبة من هذه المركبات إلى الجيش السويدي بين عامي 1938 و 1939 

## الخدمة
ألحقت دبابات ستريدزفاغن م/37 لأول مرة بالكتيبة المدرعة الأولى. وفي الأعوام ما بين 1943-1944، نقلت الدبابات إلى الألوية المدرعة التي تم تشكيلها حديثًا. بعد ذلك، كانت الدبابات في الخدمة مع أفواج المشاة I 2 و I 9 و I 10 و P 1 G Armored Company في جوتلاند. استمرت الدبابات في جوتلاند حتى عام 1953، عندما تم سحبها من الخدمة.  

## الباقون
ثمانية من هذه الدبابات بقيت حتى يومنا هذا، أربعة منها في حالة تشغيل، واحدة منها في متحف Regimental Strangnas ، السويد. 